# Cloud Appreciation Society
Cloud Appreciation Society är en förening grundad av Gavin Pretor-Pinney från Storbritannien i januari 2005. Föreningens syfte är att sprida förståelse och uppskattning av moln och har cirka 60 000 medlemmar från ca 120 länder. Föreningen har gett ett antal böcker om moln, där en finns översatt till svenska. På föreningens hemsida finns ett stort urval av molnfotografier.
Komikern Hugh Dennis är medlem, vilket avslöjades när han medverkade i Taskmaster.